# Tetraprothomo
Tetraprothomo — вимерлий рід хижих, що жив у Аргентині (1 колекція). Рід містить такі види: Tetraprothomo argentinus.